# アルギュピエー
アルギュピエー（古希: Ἀργυφίη, Argyphiē）は、ギリシア神話の女性である。長音を省略してアルギュピエとも表記される。エジプト王アイギュプトスの妻の1人で、リュンケウス、プローテウス、ブーシーリス、エンケラドス、リュコス、ダイプローンの母。彼女の息子たちは、アルゴス王ダナオスとエレパンティスとの娘ヒュペルムネーストラーとゴルゴポネー、およびエウローペーとの娘アウトマテー、アミューモーネー、アガウエー、スカイエーと結婚したが、リュンケウス以外はみな結婚相手に殺害された。